# Balhaško jezero
Balhaško jezero (kazaško Балқаш көлі, rusko Озеро Балхаш, Ozero Balhaš) je delno slano endoreično jezero, ki leži južno od Kazaškega višavja na vzhodu Kazahstana v Srednji Aziji, s površino 18.200 km² eno največjih azijskih jezer in 15. največje na svetu.
Zapolnjuje tektonsko kotanjo brez odtoka, zato vodostaj vzdržuje izhlapevanje. Jezero je podolgovate oblike, meri več kot 600 km od zahoda proti vzhodu in je sestavljeno iz dveh glavnih delov, ki ju povezuje preliv: vzhodni del je nekoliko plitvejši in predvsem manj slan zaradi dotoka sladke vode iz glavnega pritoka, reke Ili. V delti te reke na jugozahodu se razprostirajo obsežna močvirja. Vzhodni del Balhaškega jezera je globlji in bistveno bolj slan, dovolj za delovanje solin, iz katerih pridobivajo sol. V splošnem je jezero plitvo, s povprečno globino manj kot 6 m in največjo globino 25,6 m.
Največje naselje je industrijsko mesto Balhaš ob severnem bregu. Regija ima suho kontinentalno podnebje, zato ob bregovih prevladuje polpuščavsko rastlinstvo. V zadnjih desetletjih je, podobno kot pri Aralskem jezeru, opazno krčenje jezera, v določeni meri zaradi odvzemanja vode iz pritokov za industrijsko rabo in namakanje kmetijskih površin ter regulacije reke Ili, pa tudi zaradi dezertifikacije širše regije.